# Tre Valli Varesine 1939
La Tre Valli Varesine 1939, ventunesima edizione della corsa, si svolse il 14 agosto 1939 su un percorso di 217,2 km con partenza e arrivo a Varese. Fu vinta dall'italiano Olimpio Bizzi, che completò il percorso in 6h39'18" precedendo i connazionali Gino Bartali e Adolfo Leoni. Conclusero la corsa, riservata ai professionisti e valida come terza e ultima prova del Campionato italiano 1939, 19 dei 30 ciclisti al via.

## Percorso
Il percorso della prova, un circuito di 36,2 da percorrere sei volte, prevedeva, dopo il via da Varese, l'ascesa da Sant'Ambrogio al Brinzio, la discesa via Rancio verso Grantola, la salita di Cunardo fino a Ghirla, il transito in piano da Ganna e la discesa dalle grotte di Valganna per rientrare a Varese.

## Ordine d'arrivo (Top 10)
| Pos. | Corridore         | Squadra     | Tempo    |
| ---- | ----------------- | ----------- | -------- |
| 1    | Olimpio Bizzi     | Fréjus      | 6h39'18" |
| 2    | Gino Bartali      | Legnano     | s.t.     |
| 3    | Adolfo Leoni      | Bianchi     | s.t.     |
| 4    | Glauco Servadei   | Ganna       | s.t.     |
| 5    | Giordano Cottur   | Lygie       | s.t.     |
| 6    | Diego Marabelli   | Bianchi     | s.t.     |
| 7    | Osvaldo Bailo     | Bianchi     | s.t.     |
| 8    | Vasco Bergamaschi | Bianchi     | s.t.     |
| 9    | Salvatore Crippa  | Legnano     | s.t.     |
| 10   | Enrico Mara       | U.S. Azzini | s.t.     |